# Idioma El Molo
El Molo es una lengua afroasiática casi extinta que se habla en la orilla sureste del lago Turkana en Kenia. También es conocida con los nombres dehes, elmolo, fura-pawa, o ldes. Se creía desaparecida a mediados del siglo XX, pero se descubrieron hablantes nativos en la última mitad de dicho siglo. El grupo étnico el molo del que es originario este idioma en su mayoría usan en el siglo XXI el idioma samburu o el turkana y los pocos hablantes que quedan son personas ancianas.